# Pomnik Mikołaja Kopernika w Łodzi
Pomnik Mikołaja Kopernika w Łodzi – popiersie polskiego astronoma Mikołaja Kopernika przed szpitalem im. Mikołaja Kopernika w Łodzi.
Autorką rzeźby jest Jadwiga Janus, pomnik odsłonięto w 2002 roku.